# 星野育蒔
星野 育蒔（ほしの いくま、1981年11月6日 - ）は、日本の女性元総合格闘家。和歌山県出身。
「天然格闘少女」の異名で、日本での女子総合格闘技黎明期に活躍。試合後のリング上での表情豊かな独特のインタビューの受け答えも相まって、「マァ☆ティン」の愛称で親しまれた。

## 来歴
高校時代に柔道の近畿大会でベスト4に入り、2001年3月から総合格闘技の練習を始め4月に国士舘大学を中退。5月3日に行われたReMix第2回大会で19歳で総合格闘技デビュー、99年柔道ヨーロッパ選手権・ロシア選手権優勝の実績を持つコボチノバ・タチアナと対戦し、左ミドルから右ストレートのコンビネーションでKO勝ち。5月24日のスマックガール渋谷大会では165kgの鳥巣朱美と対戦しKO勝ち。
木村浩一郎が新たに立ち上げた女子総合格闘技団体「AX」にエースとして参加、10月31日の旗揚げ戦では久保田有希に判定勝ちを収めるが、12月26日、これがデビュー戦となった辻結花のレスリング仕込みの素早いタックルに対応ができず、腕ひしぎ十字固めで一本負け。初黒星を喫した。
2002年2月28日、修斗初の女子公式戦に出場し、禅道会の尾上佳子にTKO勝ち。
2003年2月23日、修斗・後楽園ホール大会でオードリー・クラウニングと対戦し、判定ドロー。この試合を最後に故郷の和歌山に戻り総合格闘技を引退した。

## 戦績
| 総合格闘技 戦績 | 総合格闘技 戦績 | 総合格闘技 戦績 | 総合格闘技 戦績 | 総合格闘技 戦績 | 総合格闘技 戦績 | 総合格闘技 戦績 |
| --------------- | --------------- | --------------- | --------------- | --------------- | --------------- | --------------- |
| 11 試合         | (T)KO           | 一本            | 判定            | その他          | 引き分け        | 無効試合        |
| 9 勝            | 3               | 4               | 1               | 1               | 1               | 0               |
| 1 敗            | 0               | 1               | 0               | 0               | 1               | 0               |

| 勝敗 | 対戦相手                 | 試合結果                                 | 大会名                               | 開催年月日     |
| △    | オードリー・クラウニング | 5分2R終了 判定0-1                        | 修斗                                 | 2003年2月23日  |
| ○    | WINDY智美                | 2R 0:13 失格（グラウンド状態でのキック） | AX Vol.5                             | 2002年7月26日  |
| ○    | 岡裕美                   | 2R 3:09 腕ひしぎ袈裟固め                 | AX Vol.3                             | 2002年5月4日   |
| ○    | 尾上佳子                 | 2R 4:38 TKO（タオル投入）                | 修斗 SHOOTO GIG EAST Vol.8           | 2002年2月28日  |
| ×    | 辻結花                   | 3R 3:37 腕ひしぎ十字固め                 | AX "We Want To Shine 〜輝きたいの〜" | 2001年12月26日 |
| ○    | 久保田有希               | 5分3R終了 判定3-0                        | AX "We Do The Justice"               | 2001年10月31日 |
| ○    | 伊藤真子                 | 1R 2:18 ストレートアームバー             | SMACKGIRL 〜Burning Night〜          | 2001年8月23日  |
| ○    | 金子真理                 | 3R 1:50 フロントチョーク                 | SMACKGIRL 〜Indeed〜                 | 2001年7月26日  |
| ○    | 張替美佳                 | 2R 4:16 フロントチョーク                 | SMACKGIRL 〜Fighting Chance〜        | 2001年6月28日  |
| ○    | 鳥巣朱美                 | 1R 2:49 KO（膝蹴り）                     | SMACKGIRL 〜Starting Over〜          | 2001年5月24日  |
| ○    | コボチノバ・タチアナ     | 3R 1:12 KO（パンチ）                     | ReMix GOLDEN GATE 2001               | 2001年5月3日   |